# 폴리티코
《폴리티코》(영어: Politico)는 미국의 정치 전문 일간 신문이다. 2007년 1월 23일에 창간되었으며 텔레비전, 라디오, 신문, 인터넷을 통해 기사를 제공한다. 본사는 버지니아주 알링턴군에 있다.